# Маонань
Маона́нь (айнань; кит. упр. 毛南族, пиньинь Màonán Zú) — народ на юго-западе Китая, на севере Гуанси-Чжуанского автономного района (Хуаньцзян-Маонаньский автономный уезд и соседние уезды городского округа Хэчи).
Численность: 72,4 тысячи человек (по данным 1998 года), 18 тысяч человек (перепись 1953 года).

## Основные сведения
Маонань (самоназвание — гуннун), народность в Гуанси-Чжуанском автономном районе КНР, населяющая Хуаньцзян-Маонаньский автономный уезд (административный центр — Сыэнь), а также уезды Бэйцзян, Наньдань, Хэчи.
Язык маонань бесписьменный, относится к китайско-тибетской семье языков; знают также китайский язык. Для религиозных верований маонань характерен синкретизм. У большинства маонань сохраняются традиционные верования (различные анимистические культы и культ предков). Некоторое распространение имеет католицизм.
Среди праздников особенное значение имеет праздник окончания сельскохозяйственных работ. Этнически маонань связаны с таиязычным населением Южного Китая. В IX веке уже составляли самостоятельную этническую группу.
По уровню социально-экономического развития они не отличаются от других соседних народов. Главное занятие маонань — земледелие. На орошаемых землях возделывают рис; по склонам гор, на богарных землях — кукурузу, ячмень, батат, бобовые, а также технические культуры (хлопок, рами). В некоторых районах сохранилось подсечно-огневое земледелие. Развито скотоводство (крупный рогатый скот) и разведение кур и уток.
Из домашних ремёсел женским считается прядение, ткачество и окраска тканей, мужским — плетение из бамбука. Жилище — каменный дом, но основные его столбы, пол, перекрытия — деревянные, а крыши, обычно, черепичные.

## Язык
Говорят на языке маонань кам-суйской группы тай-кадайской семьи. Распространены также китайский и чжуанский языки. Своей письменности нет, употребляют китайскую письменность.(Лу Динь 2003 : 23)

## Религия
В большинстве своем исповедуют даосизм. Но также среди населения есть и католики. Но также для них характерен синкретизм. (Лукин М 1998 : 177)

## Этногенез
Этногенез народности маонань связан с древними племенами боюэ, ляо и лин.
По легенде, предки маонань мигрировали в Гуанси из Шаньдуна, Хунани и Фуцзяни при династиях Юань и Мин. В древних китайских письменных памятниках XI в. уже появилось название народности маонань, вошедшее в употребление по названию местности. Впоследствии встречались разные написания названия этой народности. Маонань называли себя «анань», что означает «местный человек».
Этнически связаны с таиязычным населением Южного Китая. В IX веке н. э. маонань уже составляли самостоятельную этническую группу.

## Культура
Умерших хоронят в земле. Одним из главных праздников является праздник «Фэньлунцзе». В этот день, собравшись вместе, члены одной семьи обычно совершают жертвоприношение предкам.(Дай Цинся 1994 : 103)

## Семья
Семья небольшая, неолокальная, до рождения первого ребёнка жена часто жила в семье своих родителей. Если жена не могла родить мальчика, муж имел право взять себе вторую жену.
У Маонаньцев сохранились пережитки левирата -заключение браков, в том числе кузенных, в раннем возрасте.
Межэтнические браки заключались преимущественно с чжуан.
Сегодня молодые сами принимают решение.(Лукин М 1998 : 177)

## Пища
Основная пища народности — рис, овощи, мясные, рыбные и растительные приправы, растительное масло.
Во время трапезы, если к ним пришли гости, сажают гостей на почетное место и угощают самыми вкусными блюдами.(Лукин М 1998 : 177)

## Хозяйственные занятия
Традиционным хозяйственным занятием населения маонань является земледелие. На орошаемых землях возделывают рис; по склонам гор, на богарных землях сажают кукурузу, ячмень, батат, бобовые, а также технические культуры (хлопок, рами). В некоторых районах ещё сохранилось подсечно-огневое земледелие. Очень Развито скотоводство (в основном это крупный рогатый скот) и разведение кур и уток. Разведением мясного скота народность занимается уже свыше 500 лет, и места их проживания славятся, как «края разведения мясного скота». Из домашних ремёсел женским считается прядение, ткачество и окраска тканей, мужским — плетение из бамбука.(Бубнов С. А. 1965 : 132)

## Жилище
Селение маонаньцев располагается обычно у подножия гор. В них обычно от 10 до 100 дворов. Жилище племени маонань это каменный дом (конструкция свайная), в основании которого столбы, пол, перекрытия(деревянные), а крыши, обычно, черепичные. Домики обычно двухэтажные : наверху живут люди, а внизу- скот и хранится инвентарь(Лукин М 1998 : 177)

## Национальная одежда
Мужская, как и женская одежда представляет собой куртку (или кофту) с запахом направо, штаны из домотканых тканей (чёрного или темно-синего цвета).
Женщины укладывают свои волосы или же заплетают их в косы, также носят платок и серебряные ушные и шейные украшения, браслеты.
(А. М. Решетов,1998)

## Современная история
После образования КНР национальность получила название маонань (написание этого «маонань» отличается от нынешнего). Так же у маонаньцев были осуществлены земельные преобразования и ликвидирована система феодальной земельной собственности, благодаря чему политическое положение маонаньцев в корне изменилось, они вместе с представителями других народностей пользуются равными правами на участие и обсуждение государственных дел. С помощью партии и правительства Китая экономика народность получила большое развитие. Технологии сельскохозяйственного производства и производственные орудия совершенствовались: ныне маонаньцы обрабатывают земли научными методами, благодаря чему урожай заливного риса с одного му повысился с 250 до 500 кг. Значительно повысился и экономический эффект от разведения коров, благодаря научному кормлению. Районы проживания маонаньцев называют теперь «краем коров и зерна». С расширенным проведением политики реформ и открытости в Китае у маонаньцев наметились восхитительные перспективы развития.
В июне 1986 г., согласно воле этой народности, маонань получили нынешнее название (И. Д. Калабухов 1960: 324).